# Hermann Zaiss
Hermann Zaiss (* 3. September 1889 in Untertürkheim; † 14. November 1958) war ein deutscher Evangelist und bekannte sich zur Heilungsbewegung. Er ist Gründer der meisten Ecclesia-Gemeinden.

## Kindheit und früher Missionsdienst
Hermann Zaiss bekehrte sich bereits als Jugendlicher durch den Einfluss des so genannten „Halleluja-Schmieds“ Christian Stürmer. Er studierte Theologie in Berlin (Allianzbibelschule), London und Lausanne, um 1911 mit der Basler Mission als Missionskaufmann nach Ghana auszureisen. Während des Ersten Weltkrieges kam er in englische Kriegsgefangenschaft, wo sich in den Gefangenenlagern auf den Inseln Man und Wight in seinem Umfeld über hundert Gefangene bekehrten. Bereits hier soll es zu Wunderheilungen gekommen sein.
Nach der Entlassung aus dem Gefangenenlager baute er ein kleines Unternehmen als Rasierklingenfabrikant auf. Nach zwanzigjähriger Abwendung vom Glauben aufgrund enttäuschenden Lebenswandels frommer Christen will er nach eigener Aussage im Jahr 1944 einen klaren Auftrag Gottes zum Missionsdienst vernommen haben.

## Missionarisches Wirken
Zaiss begann zunächst im privaten Umfeld im Raum Solingen-Ohligs zu predigen und zu missionieren. Später fanden in einer mehrfach ausgebauten Holzbaracke wöchentliche Versammlungen für „Mühselige und Beladene“ statt. Seine Art zu reden wird als „ebenso saftig schwäbisch wie zentral biblisch, kraftvoll und anpackend“ beschrieben. Bis zum Jahr 1956 will Zaiss nach eigenen Angaben bis zu 1 Million Menschen mit seinen Versammlungen erreicht haben. Obwohl er die Gründung neuer Gemeinden nicht beabsichtigte, führte der Wunsch vieler Neubekehrter, als Gemeinde zusammenbleiben zu können, bis 1958 zur Gründung von über 300 Ortsgemeinden in Deutschland, darunter ein Kongress- und Tagungszentrum in Ohligs, das auch zur Ausbildung von rund 200 Gemeindeleitern diente. Ebenso legte er zunächst keinen expliziten Wert auf das Lehren von Wunderzeichen, obwohl viele Heilungswunder seine Predigten begleitet haben sollen. Er betonte jedoch stets die biblischen Aussagen, wonach auch das Bekenntnis zu Geistesgaben, Wundern und andere Zeichen zur Verkündigung gehören.
Auf dem Höhepunkt seines Wirkens führten ihn Vortragsreisen auch ins Ausland nach Holland, Dänemark, Österreich, Frankreich, in die Schweiz, nach Kanada und Indien. Dabei ging die Initiative zu Großevangelisationen zumeist von ihm aus, er ließ sich aber auch von Gemeinden oder Einzelpersonen einladen. Einige Veranstalter schlossen sich daraufhin seiner Gemeindebewegung an.
Am 14. November 1958 starb Zaiss bei einem Verkehrsunfall. Kennzeichnend für die starke Bindung seines Gemeindewerks an seine Person ist trotz der Fortführung durch seine Witwe Clara der starke Rückgang der Gemeinden auf nur rund die Hälfte bis 1965. Zaiss wird in derselben Quelle als der einzige große Heilungsevangelist in Deutschland bezeichnet, dem mangels anderer deutscher Prediger seines Formats amerikanische Heilungsprediger wie z. B. William Branham und Hides folgten.
Viele der von Zaiss gegründeten Gemeinden bestehen heute noch, oftmals aber unter anderen Namen und in anderen Verbänden. Auch in Österreich, der Schweiz, Holland und anderen europäischen Ländern gibt es bis heute noch etliche Gemeinden. Die Ansprachen von Zaiss werden bis heute in Schriften und Tonbändern verbreitet.

## Verkündigungsstil
Kennzeichnend für Zaiss ist dessen „erweckliche, fundamental-christliche Lehre, die viele Analogien zur Pfingstbewegung hat. … die Botschaft würde durch den Heiligen Geist den Verkündigern übermittelt. Die Kindertaufe wird verworfen, Taufe geschieht als Erwachsenentaufe nach einem glaubwürdigen Zeugnis seiner Bekehrung. Das Abendmahl wird nur dem gespendet, der die Glaubensgrundsätze der Ecclesia bejaht.“ Immer wieder sprach sich Zaiss gegen jegliche äußere Formalität aus.

## Kritik
Kritik an der Person Zaiss entzündete sich hauptsächlich an dessen fundamentalistischen Bibelauslegung in seiner Glaubens- und Lebenspraxis. Der Gemeinschaft fehlte zunächst noch die Regulative einer Kirche und Theologie. Bis heute haben die ehrenamtlichen, inzwischen teilweise teilzeitangestellten Pastoren innerhalb ihrer Gemeinde eine sehr dominierende Stellung. Somit sind Glaubensinhalte sehr stark von der jeweiligen Gemeindeleitung abhängig. Das Verhältnis zur Landeskirche und zur Ökumene ist insbesondere im süddeutschen Raum immer wieder von Abwerbeversuchen seitens der Ecclesia belastet.
Bereits zu Lebzeiten hat Zaiss scharf die starre Tradition und Liturgie der Kirche kritisiert und so die Beziehungen zu den Volkskirchen belastet: „Der weitaus gewichtigere Grund war seine äußerst scharfe Kritik. Zum einen sprach er offen gegen festgefahrene Traditionen, die nicht mehr durch eine lebendige Beziehung zu Jesus und durch die Bibel, sondern durch Dogmen bestimmt waren. So lehnte er die Tauflehre der Landeskirche (Getaufte=Christ) radikal ab und kreidete auch die gesetzliche Verknöcherung der Darbysten, der so genannten ‚Alten Versammlung‘ ab. Zum anderen wetterte er entschieden gegen die so genannte wissenschaftliche Bibelkritik, ausgelöst durch R. Bultmann.“
Kritisiert wird auch die Ansicht, „in der Zaiss die üblichen Grundgedanken der Heilungsbewegung vertrat: Krankheit ist die Folge der Sünde; wer glaubt und sich bekehrt, wird geheilt; wer nicht geheilt oder wieder rückfallig wird, ist auch glaubensmäßig nicht in Ordnung“.

## Veröffentlichungen
- Die Endzeit. Verlagsbuchhandlung Hermann Rathmann, Marburg a. d. Lahn 1955.
- Gottes Imperativ: Sei gesund! Die Bibel als Schlüssel zu einem gesunden Leben der Freude und Kraft. Eine biblische Therapie. Verlagsbuchhandlung Hermann Rathmann, Marburg a. d. Lahn 1957.
- Das Blut Jesu. (nach Vortrag am 8. November 1958 in Köln).
- Das Abendmahl. Verlagsbuchhandlung Hermann Rathmann, Marburg a. d. Lahn 1959.